# Kandahar (película)
Kandahar es una película iraní, dirigida por Mohsen Makhmalbaf y estrenada en el año 2001. La cinta participó en la selección oficial del Festival de Cannes de 2001.

## Argumento
Nafas es una joven periodista afgana refugiada en Canadá. Su hermana pequeña vive en Afganistán y le manda una carta desesperada diciéndole que ha decidido quitarse la vida antes del eclipse de Sol que se acerca. Nafas huyó de su país durante la guerra civil talibán. Decide volver a Kandahar para ayudar a su hermana e intenta cruzar la frontera entre Irán y Afganistán...

## Premios
- Premio ecuménico, Festival de Cannes, 2001 (Francia)
- Medalla Federico Fellini, UNESCO, París, 2001 (Francia)
- Premio del Público, Festival des Cinémas du Sud, 2001 (Francia)
- Premio a la Mejor Actriz, Festival de Montreal Cinema Nouveaux Media Film, 2001 (Canadá)
- Diploma Honorífico para la actriz protagonista, UNESCO, París, 2001 (Francia)
- Premio FIPRESCI, Festival Internacional de Cine de Salónica, 2001 (Greece)
- Premio a la Libertad de Expresión, National Board of Review, 2001 (Estados Unidos)
- Premio a la Mejor Película, Festival de cine de Ajaccio, 2001 (Francia)
- Premio al Mejor Director, Riga International Film Forum Arsenals, 2002 (Letonia)